# نزاریه
نِزاریه (به عربی: النزاريون، آوانگاری: al-Nizāriyyūn) شاخه‌ای از مذهب اسماعیلی و پرجمعیت‌ترین گروه از این مذهب است. اسماعیلیه دومین شاخه پرجمعیت مذهب شیعه، پس از دوازده‌امامی‌ها هستند. بی‌بی‌سی فارسی در سال ۱۳۹۴ جمعیت فرقهٔ نزاریه در جهان را ۱۵ میلیون نفر تخمین زده است که تقریباً ۱۰ درصد جمعیت کل شیعیان را شامل می‌شوند. کریم آقاخان چهل و نهمین امام نزاریه به‌شمار می‌رفت. آقاخان از جایگاه بین‌المللی برجسته‌ای برخوردار بود و در زمان حیات در بیش از ۳۵ کشور نمایندگی دیپلماتیک داشت.
پس از مرگ کریم آقاخان، دومین فرزندش رحیم خان با عنوان آقا خان پنجم و پنجاهمین امام اسماعیلیان نزاری جانشین وی گردید.
امامت اسماعیلیه یک نهاد مذهبی است که از رسوم و تشریفات یک دولت یا حاکمیت بدون سرزمین بهره می‌برد. نزاری‌ها و مستعلی‌ها ۹ خلیفهٔ نخست فاطمی را به‌عنوان امام می‌پذیرند، اما بر سر انتخاب خلیفه دهم، میان نزار بن المُستَنصِر و احمد بن المستنصر (مُستَعلی) اختلاف نظر دارند. جانشین المستنصر بالله بنابر حکم آشکار خود او، پسر بزرگش، نزار بود. اما امیر سپاه مصر که به مستعلی (پسر دیگر خلیفه)، ارادت داشت، وی را به خلافت نشاند و او را امام مخصوص خواند. البته چون این قول، حکم آشکار خلیفهٔ پیشین نبود نتوانست همه اعضای جامعه اسماعیلی را راضی و خشنود کند.

## پیدایش
خلیفه-امام فاطمی المستنصر بالله از اوایل سلطنت خود علناً پسر بزرگش نزار بن المستنصر را به عنوان وارث خود به عنوان خلیفه-امام فاطمی بعدی معرفی کرده بود. داعی حسن صباح، که در مصر اسماعیلی شده بود، شخصاً توسط المستنصر از این حقیقت آگاه شد. پس از مرگ المستنصر در سال ۱۰۹۴ م، افضل شاهانشاه، وزیر و فرمانده کل ارتش ارمنی‌تبار او، می‌خواست مانند پدرش دیکتاتوری را بر خلافت فاطمی اعمال کند. افضل کودتایی طراحی کرد و برادر همسرش، احمد مستعلی را به خلافت رساند. افضل مدعی شد که المستنصر به نفع مستعلی حکم صادر کرده است و بدین ترتیب رهبران اسماعیلی دربار فاطمی و الدعات فاطمی در قاهره، پایتخت فاطمی، احمد مستعلی را تأیید کردند.
در اوایل سال ۱۰۹۵م، نزار به اسکندریه گریخت و در آن‌جا مورد حمایت مردم قرار گرفت و به عنوان امام بعدی فاطمی پس از المستنصر پذیرفته شد و دینارهای طلا در اسکندریه به نام نزار ضرب شدند (یکی از این سکه‌ها در سال ۱۹۹۴ میلادی یافت شد و در موزه آقاخان است). در اواخر سال ۱۰۹۵م، افضل، سپاه نزار را شکست داد و نزار را به اسارت به قاهره برد و اعدام کرد.
پس از اعدام نزار، اسماعیلی‌های نزاری و مستعلی به طرز آشتی ناپذیری از هم جدا شدند. این انشقاق سرانجام بقایای خلافت فاطمی را در هم شکست و اسماعیلی‌ها که اکنون تقسیم شده بودند به پیروان مستعلی (ساکن در مناطق مصر، یمن و غرب هند) و عده ای که با پسر نزار، الهادی بن نزار بیعت کردند در مناطق ایران و سوریه نیز به اسماعیلیه نزاری معروف شدند. هادی که در آن زمان بسیار جوان بود، به صورت مخفیانه از اسکندریه خارج شد به قلعه الموت رفت و نایب السلطنه حسن بن صباح شد.

## جمعیت
جمعیت فرقه آقاخانی در جهان ۱۵ میلیون نفر تخمین زده می‌شود که ۱۰ درصد شیعیان را شامل می‌شوند. دو میلیون نفر در افغانستان، حدود یک میلیون نفر در پاکستان، ۲۰۰ هزار نفر در تاجیکستان، ۴۷۰هزار نفر در هند، ۲۵۰ هزار نفر در سوریه، ۱۵۰ هزار نفر در ایران،۱۰۰ هزار نفر در کانادا، پنج هزار نفر در استرالیا، ۹۰ هزار در ایالات متحدهٔ آمریکا، ۷۰ هزار نفر در چین، ۳۱ هزار نفر در کنیا، ۵ هزار نفر در تانزانیا، ۲۰ هزار نفر در روسیه، ۱۵ هزار نفر در انگلستان، ۳ هزار نفر در ماداگاسکار، ۱۵ هزار نفر در پرتغال، حدود دو هزار نفر در آلمان، پنج هزار نفر در فرانسه، هشت هزار نفر در امارات، ۱۵۰ نفر در ترکیه، ۱۵۰ نفر در کومور، ۱۰۰ نفر در قرقیزستان، و تعداد نامشخصی نیز در اوگاندا، موریس، لبنان، ساحل عاج، عمان، بلژیک، موزامبیک و … زندگی می‌کنند.

## حسن صباح
با آن که خلافت فاطمی در نسل مستعلی ادامه پیدا کرد اما از آن پس فاطمیان در مصر دچار هرج و مرج شدند و در شام و ایران نیز با انشعاب مواجه گشتند. حسن صباح که در عهد حیات المستنصر برای نشر دعوت به ایران آمده بود ۴۷۳ (قمری)/۱۰۸۰ (میلادی) به هواداری از نزاریه، به پا خاست به طوری که چند سال بعد، پس از دستیابی به قلعهٔ الموت ۴۸۳ (قمری)/۱۰۹۰ (میلادی)، آنجا را پایگاهی استوار برای اسماعیلیه کرد.
در زمان حسن صباح «مستنصر بالله» و پس از آن هفت تن از امامان اسماعیلیان نزاری در الموت زندگی و حکمرانی کردند. آخرین ایشان، امام رکن الدین خورشاه بود که در سال ۱۲۵۶، هولاکو خان به الموت حمله کرد و دستور به قتل امام اسماعیلیان داد.

## عوامل گسترش جنبش نزاریان
مهم‌ترین عوامل پیشرفت و گسترش جنبش نزاری، عبارت‌اند از:
1. نگرش امان. به حکومت؛ در شناخت ولایت خداوند؛ و جایگزینی این موضوع با حکومت سلسله‌ای و انتخاب از میان خود.
2. سیاست ترور شخصیت‌های برجستهٔ دولتی و مذهبی؛ رعب و وحشتی که از این عمل شخصیت‌های مذهبی را تهدید می‌کرد آنان را از صدور فتواهایی که موجب تضعیف اسماعیلیان و بدنامی آنان در میان مردم می‌شد، بازمی‌داشت و دولتمردان را نیز وامی‌داشت که از شدت عمل در برابر اسماعیلیان بکاهند.
3. قبول پذیرش دعوت جدید، توسط مقام‌های دولتی و افراد صاحب نفوذ، همچون: سعدالملک آبی و قوام‌الدین ناصر بن علی درگزینی (دو وزیر سلطان محمد) و رئیس مظفر (حاکم مغان) و مظفر بن احمد (کارگزار خراج اصفهان).
4. کمک‌های مالی، سیاسی و اطلاعاتی رجال کشوری و لشکری اَلَموتیان.
5. فتح قلعه‌های مهم در مناطق مختلف.
6. بروز اختلافات داخلی میان امرای سلجوقی.
7. افزایش سنگینی بار مالیات دولت سلجوقی و قدرت‌یابی نیروهای فئودالی.
8. پیوند همزمان جریان نزاری ایران با مردم فقیر و ستمدیده که موجب نزدیکی و اشتراک منافع آنها در قبال حاکمیت می‌شد.
9. علاقه‌مندی قشرها صنعتگر و کشاورزان به جریان و تفکرات اسماعیلی.

البته این بدان معنا نبود که نزاریان از حملات سلجوقیان در امان بودند؛ بلکه هر از چند گاهی حملات شدیدی بر ضد آنان پایه‌ریزی می‌شد. لشکرکشی‌ها و حملات سلطان ملکشاه و وزیر او خواجه نظام الملک، که باعث ترور وی شد؛ و نیز سلطان برکیارق سلطان محمود و سلطان محمد، قسمتی از این تلاش‌ها بود. گاه قلعه‌های آنان برای مدت طولانی محاصره می‌شد و زمین‌های کشاورزی، غلات و آذوقهٔ آنان را تخریب می‌کردند یا به آتش می‌کشیدند (مانند حمله اتابک انوشتکین شیرگیر، به فرمان سلطان محمد به قلعه‌های لمبسر و الموت و محاصره هشت سالهٔ آن‌ها) (۵۰۳–۵۱۱ ق)